# Carteggio Churchill-Mussolini

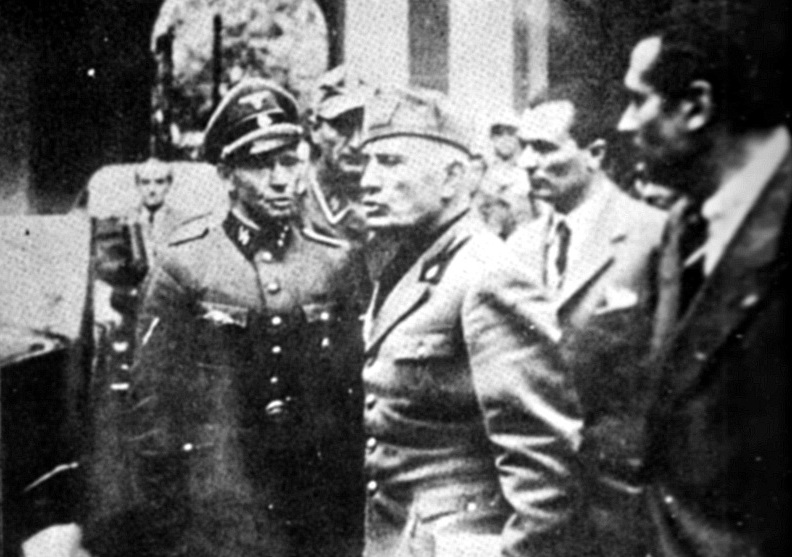
25 aprile 1945: Mussolini abbandona la prefettura di Milano.

Con l'espressione carteggio Churchill-Mussolini ci si riferisce comunemente a una serie di documenti, la cui effettiva esistenza non è mai stata provata, concernenti una supposta corrispondenza intrattenuta dal dittatore italiano Benito Mussolini con il Primo ministro britannico Winston Churchill, con particolare riferimento al periodo della seconda guerra mondiale, che il capo del fascismo avrebbe avuto cura di portare con sé all'atto di lasciare Milano il 25 aprile 1945, e che avrebbe custodito personalmente al momento della cattura.
Nell'immediato dopoguerra, Churchill e i servizi segreti britannici, si sarebbero mossi con successo per recuperare gli originali e gran parte delle copie del carteggio. Pertanto, poiché questa presunta documentazione è  inaccessibile agli storici, o sarebbe andata distrutta, è impossibile definirne l'eventuale contenuto, pur essendone state formulate numerose ipotesi e ricostruzioni.
Si è così sviluppata una vulgata giornalistica costruita su azzardate presunzioni e patenti falsificazioni che ha finito per contaminare e inquinare la ricostruzione storiografica. Si tratterebbe in pratica di una falsificazione additiva, prodotta dall’aggiunta di varie ipotesi, mai documentate storiograficamente, ma basate su presunte indiscrezioni del tutto indimostrabili. Un esempio è dato dal libro di Peter Tompkins  che nel ricostruire tutta la vicenda delle Carte segrete del Duce, fin dagli albori della loro storia, cita documenti statunitensi senza darne riscontro nelle note e quindi non producendo, in realtà, alcuna prova.

## La vicenda

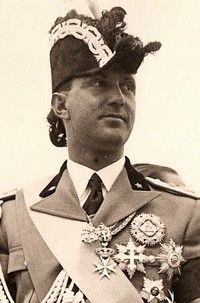
In una delle borse contenenti i documenti del Carteggio vi sarebbe stato anche un dossier sulla vita sessuale del principe Umberto di Savoia

Il 27 aprile 1945, al momento della sua cattura, Benito Mussolini aveva con sé due borse piene di documenti contenenti, tra l'altro - secondo le testimonianze di coloro che hanno dichiarato di averle ispezionate in quei giorni (partigiani, funzionari, ecc.) - parte della sua corrispondenza con Churchill, ma di cui - al momento - non fu accertata né la datazione, né l'esatto contenuto. Le due borse, di cui una temporaneamente affidata dall'ex-duce al colonnello Vito Casalinuovo, proprio al momento dell'arresto, furono subito requisite dai partigiani della 52ª Brigata Garibaldi "Luigi Clerici" e ne fu fatta una sommaria ispezione.
In particolare, la borsa ancora nelle mani di Mussolini era a quattro scomparti, e conteneva cartelle con trecentocinquanta documenti riservatissimi; un milione e settecentomila lire in assegni e centosessanta sterline d'oro. Le cartelle erano marcate: “Mussolini. Segreto”; una di esse conteneva – appunto – il carteggio riguardante Churchill e un'altra i rapporti dei servizi segreti sulla vita sessuale dell'erede al trono Umberto. Anche l'altra borsa conteneva parte del carteggio con Churchill; entrambe pesavano – piene – 4,8 chilogrammi l'una, e 5,4 l'altra.
Quella stessa sera le borse furono messe in due sacchi di tela e depositate presso la filiale della Cassa di Risparmio delle Provincie Lombarde di Domaso dal partigiano Urbano Lazzaro "Bill", accompagnato dal collaboratore e interprete svizzero Alois Hofman, e dal partigiano Stefano Tunesi. Successivamente i due sacchi furono affidati al parroco di Gera Lario, don Franco Gusmeroli, che li nascose nella cripta della chiesa. Infine, i due sacchi pervennero al comando del CVL di Como, privi, peraltro, del fascicolo relativo al principe Umberto, che ”Pedro” Bellini delle Stelle, il comandante della 52ª Brigata, aveva curato di far pervenire all'interessato.
Il 4 maggio 1945 tutto il materiale, a cui erano stati uniti altri documenti di Mussolini provenienti da una terza borsa sequestrata a Marcello Petacci e consegnati da Aldo Lampredi al comando comasco, furono esaminati da una commissione formata, tra l'altro, dal segretario della Federazione comunista locale, Dante Gorreri e dal nuovo prefetto di Como, Virginio Bertinelli. Il carteggio constava di 62 lettere, di cui 31 a firma Churchill e 31 a firma Mussolini.
Dopo la visione degli stessi, fu commissionata la fotoriproduzione di tutti i documenti alla Fototecnica Ballarate di Como, che ne effettuò alcune copie, di cui l'originale rimase in possesso di Dante Gorreri, una copia fu consegnata a Bertinelli – che la nascose all'interno di un "cavallo con maniglie" di una palestra di Como - e un'altra fu riposta nella cassaforte della federazione comunista.

## Il carteggio in mani britanniche

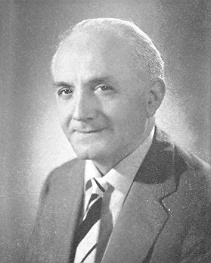
Dante Gorreri, segretario della Federazione comunista di Como: avrebbe consegnato gli originali del carteggio ai Servizi segreti britannici

Il 2 settembre 1945, a nemmeno quattro mesi dalla conclusione della guerra in Europa, dopo aver perso le elezioni nazionali e non più primo ministro, Winston Churchill si recò sul lago di Como, a trascorrere una breve vacanza nella Villa Apraxin di Moltrasio, dietro il falso nome di colonnello Waltham. Nella villa si era installata una sezione del controspionaggio britannico (Field security service). L'ex premier britannico si recò nella sede del comando della 52ª Brigata Garibaldi e poi incontrò il direttore della filiale CARIPLO di Domaso, che per alcune ore aveva custodito le borse contenenti il carteggio; infine, fece contattare Dante Gorreri dal capitano dei servizi segreti britannici Malcolm Smith.
Il 15 settembre 1945, nella trattoria "La pergola" di Como, Dante Gorreri consegnò gli originali delle 62 lettere del carteggio Churchill-Mussolini al capitano Smith, in cambio della somma di due milioni e mezzo di lire in contanti. Le copie del carteggio in possesso del prefetto Virginio Bertinelli erano già state recuperate dal capitano inglese, il precedente 22 maggio.
La copia del carteggio riposta nella cassaforte della federazione comunista fu trafugata nel 1946 da Luigi Carissimi Priori, ex capo dell'ufficio politico della questura di Como. In un'intervista rilasciata nel 1998 al giornalista Roberto Festorazzi, Carissimi Priori dichiarò di aver consegnato il plico contenente le 62 lettere al presidente del Consiglio Alcide De Gasperi, resistendo a un'offerta di 100 000 sterline di alcuni agenti segreti inglesi. De Gasperi avrebbe trasferito l'intero carteggio in una cassetta di sicurezza in Svizzera; alla scadenza del contratto, l'intero contenuto del deposito, in accordo con la legislazione svizzera in materia di desecretazione dei documenti storici, sarà riversato nell'Archivio storico confederale.
Carissimi Priori ha comunque dichiarato di aver preso sommariamente visione del carteggio, prima di consegnarlo allo statista trentino, e lo ha riferito al periodo anteriore all'ingresso in guerra dell'Italia (giugno 1940); la documentazione avrebbe riguardato le offerte fatte da Churchill per il mantenimento della non belligeranza: Tunisia, Dalmazia, Nizzardo, e la conferma di tutte le colonie in contestazione (Etiopia, Dodecaneso).
In contrasto con quanto sostenuto da Carissimi Priori, Pietro Carradori, ex-autista del duce, ha testimoniato che almeno due contatti segreti tra Mussolini ed emissari britannici erano avvenuti a Porto Ceresio (VA), presso il confine svizzero, il 21 settembre 1944 e il 21 gennaio 1945.

## Fotoriproduzioni precedenti alla cattura di Mussolini
I documenti contenuti nelle borse sequestrate a Mussolini e a Petacci dai partigiani della 52ª Brigata, erano originariamente conservati nell'archivio personale del duce a Gargnano, da cui il 18 aprile 1945, Mussolini medesimo ne aveva selezionati i più importanti, prima di trasferirsi a Milano. In precedenza, il capo del fascismo aveva già curato la fotoriproduzione in più copie di alcuni atti e missive particolarmente importanti, da distribuire a elementi di cui riponeva la massima fiducia.

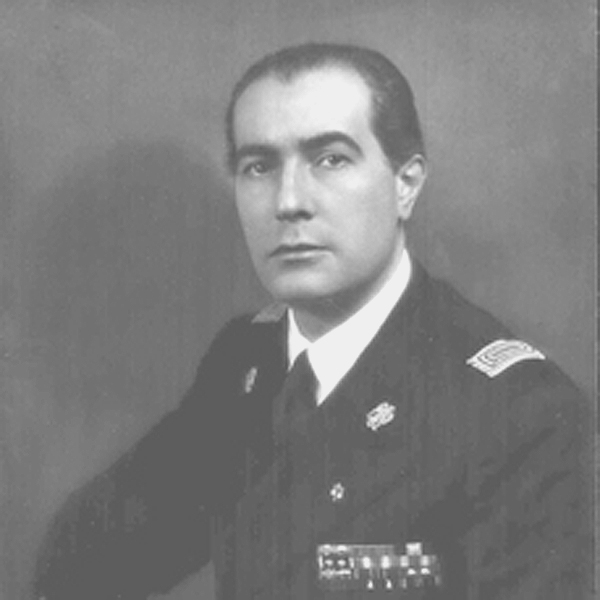
Carlo Alberto Biggini, affidatario di una copia dei documenti segreti di Mussolini comprendente, presumibilmente, anche il Carteggio

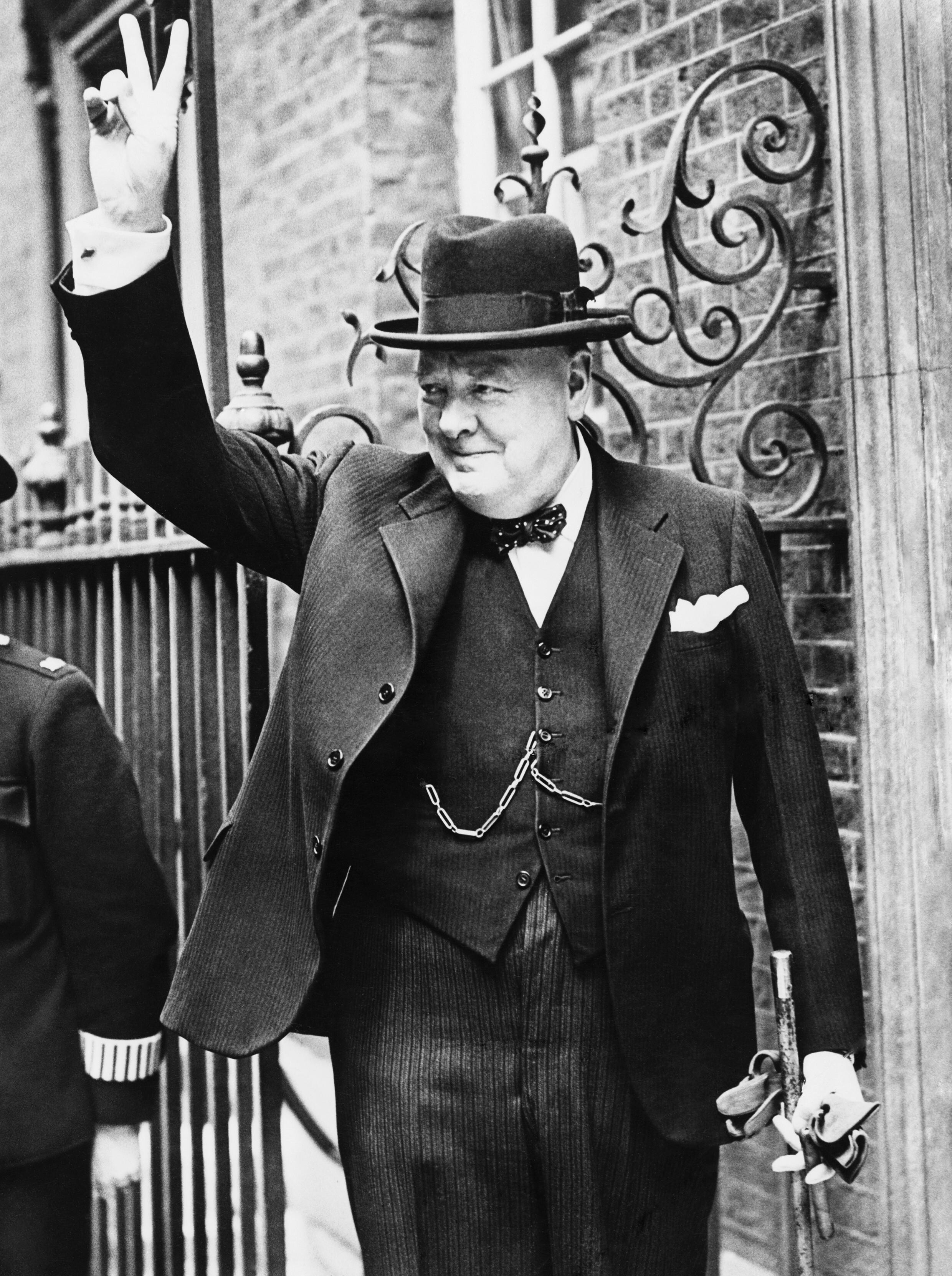
Winston Churchill

Tali copie risultano essere state consegnate:
1. Al Ministro dell'Educazione Nazionale della Repubblica Sociale Italiana Carlo Alberto Biggini; concernenti, in particolare, dei documenti contenuti in una cartella di marocchino rosso e la copia di un'agenda (diario) con appunti di Mussolini stesso[17]. Alla caduta della Repubblica Sociale Italiana, Biggini fu costretto a rifugiarsi in convento, lasciando la cartellina rossa sulla sua scrivania, ma portando con sé l'agenda del duce. Della cartellina non si è avuto più notizia, mentre l'agenda fu lasciata da Biggini in convento, al momento del suo urgente ricovero nella casa di cura dove morrà sotto falso nome, il 19 novembre 1945[17].
2. All'ambasciatore giapponese Shinrokuro Hidaka, che se li portò con sé al momento di riparare in Svizzera. Tali documenti – a detta di Hidaka – furono distrutti al momento della resa del Giappone, secondo il regolamento diplomatico giapponese[18][19][20].
3. Alla moglie Rachele, che tenterà invano di espatriare in Svizzera, con i due figli minori e due casse di documenti, nella notte tra il 26 e il 27 aprile 1945[21]. Respinta alla frontiera di Cernobbio, Rachele Guidi e i suoi figli furono alloggiati nella Villa Mantero di Como, nel cui giardino fece seppellire la borsa consegnatale dal marito; alcuni giorni dopo, i partigiani disseppelliranno tale borsa e la riporranno nella cassaforte della caserma dei Vigili del Fuoco di Como. All'indomani della liberazione, il citato agente britannico Malcolm Smith aveva requisito la Villa Apraxin di Moltrasio (ove successivamente alloggerà Winston Churchill), il cui proprietario, Guido Donegani, era stato incarcerato per i suoi stretti rapporti con Mussolini. Donegani si impegnò con l'agente britannico a fargli recuperare la borsa in cambio della sua scarcerazione e, il 31 agosto 1945, riuscì nell'intento[11].
4. A un personaggio tuttora non identificato. La borsa contenente copia dell'epistolario e del fascicolo sulla vita sessuale del principe Umberto, fu rinvenuta dall'agente segreto italiano Aristide Tabasso nel marzo del 1946. Tabasso ne fece un'ulteriore copia per il Counter Intelligence Corps, con il quale collaborava, e consegnò la copia originale al luogotenente del regno, da cui fu nominato Commendatore della Corona d’Italia[22][23].
5. A un presunto ebreo svizzero di Lugano, tramite il sottotenente della Guardia nazionale repubblicana Enrico De Toma e a seguito di ordini impartiti da Mussolini in persona. Si tratterebbe di centosessanta lettere in parte a firma Churchill e in parte, in “brutta copia”, a firma Mussolini; documenti politici e militari; accordi segreti con il Regno Unito, per il riconoscimento della R.S.I. e la cessione all'Italia di parte delle colonie francesi[senza fonte]. È il caso più dubbio e contestato.[senza fonte]

De Toma, infatti, asserirà che nessuno si sia presentato all'appuntamento di Lugano e che i suoi contatti con i nuovi governi democratici per la riconsegna del carteggio si sarebbero rivelati infruttuosi. Una parte dei documenti furono ceduti da De Toma al Corriere Lombardo e poi al Candido di Giovanni Guareschi che li pubblicò. Comprendevano anche una falsa nota datata 1944 di Alcide De Gasperi, all'epoca rifugiato in Vaticano, che avrebbe chiesto agli Alleati anglo-americani di bombardare la periferia della città di Roma, allo scopo di demoralizzare i collaborazionisti dei tedeschi. Querelato dal Presidente del Consiglio, il tribunale constatò la falsità della lettera pubblicata da Guareschi. Questi sarà condannato nel 1954 per diffamazione a mezzo stampa e incarcerato. Tutto il "carteggio De Toma" sarà poi distrutto per ordine della magistratura. Guareschi non presentò appello né volle mai richiedere la grazia al Capo dello Stato e scontò 409 giorni di pena, oltre a sei mesi di libertà vigilata.
Tuttavia, il testo delle intercettazioni telefoniche effettuate dai servizi segreti tedeschi a Salò, sulle conversazioni di Mussolini, confermano l'esistenza di tentativi segreti di accordo e lo scambio di lettere tra il dittatore italiano e il Primo ministro inglese Winston Churchill, anche nel periodo successivo all'entrata in guerra dell'Italia.